# Katarzyna Wasick
Katarzyna Maria Wasick z d. Wilk (ur. 22 marca 1992 w Krakowie) – polska pływaczka specjalizująca się w stylu dowolnym, dwukrotna wicemistrzyni świata i dwukrotna wicemistrzyni Europy. Pięciokrotna uczestniczka igrzysk olimpijskich (Pekin 2008, Londyn 2012, Rio de Janeiro 2016, Tokio 2020, Paryż 2024).

## Kariera
Specjalizuje się w pływaniu stylem dowolnym. Jest rekordzistką Polski na dystansie 50 m (krótki i długi basen) oraz 100 m stylem dowolnym (krótki basen). Jako pierwsza polska pływaczka przełamała barierę 24 sekund na 50 m stylem dowolnym na krótkim basenie, uzyskując w 2020 czas 23,30 s, a dystans 100 m przepłynęła w czasie 51,81 s.
Uczestniczka igrzysk olimpijskich w Pekinie (2008) w sztafecie 4 × 200 m stylem dowolnym, w Londynie (2012) na 100 m stylem dowolnym i w sztafecie 4 × 200 m stylem dowolnym oraz w Rio de Janeiro (2016) na 100 m stylem dowolnym i w sztafecie 4 × 100 m stylem dowolnym.  W Tokio (2021) zajęła 5. miejsce na 50 m stylem dowolnym, uzyskując czas 24,32 s (w półfinale popłynęła 24,26 s).

## Nagrody za osiągnięcia sportowe
8. miejsce w 88. Plebiscyt na Najlepszego Sportowca Polski 2022 Roku